# Grunnskole
Grunnskole er betegnelsen for den obligatoriske, 10-årige skolegang for børn i alderen fra 6 til 16 år i Norge. Grunnskolen omfatter alle barne- og ungdomsskoler i Norge. Kommunerne har ansvaret for driften af de offentlige grunnskoler, mens private driver de såkaldte friskoler, det vil sige private, statsstøttede grunnskoler og videregående skoler med egenbetaling.
Grunnskolen omfatter barneskolen, som har 1. til 7. klassetrin fordelt på småskoletrinnet (1.-4.) og mellomtrinnet (5.-7.), samt ungdomsskolen (ungdomstrinnet) som har 8. til 10. klassetrin. I de sidste år er det blevet mere normalt med såkaldte 1-10 skoler. En række nye skoler bygges nu med en samling af alle trin fra 1. til 10. klasse på samme sted, og med en fælles rektor og lærerstab.